# Bay Damram (gmina)
Bay Damram – gmina (khum) w zachodniej Kambodży, w prowincji Bătdâmbâng, w dystrykcie Banan. Stanowi jedną z 8 gmin dystryktu.

## Miejscowości
Na obszarze gminy położonych jest 8 miejscowości:
- Bay Damram
- Kampong Chaeng
- Kanhchroang
- Krala Peas
- Prey Totueng
- Sdau
- Ta Song
- Tuol Chranieng